# Kim Seung-hee
Kim Seung-hee es una poetisa, ensayista y novelista coreana.

## Biografía
Kim Seung-hee nació en Gwangju el 1 de marzo de 1952. Se graduó de la escuela secundaria para mujeres Chonnam y se especializó en literatura inglesa, después obtuvo el doctorado en literatura coreana en la Universidad Sogang. En 1973 hizo su debut oficial en la literatura cuando el poema "El agua de la pintura" fue escogido para ser publicado en la recopilación anual de jóvenes escritores del periódico Kyunghyang Shinmun. Actualmente trabaja como profesora en la Universidad Sogang.

## Obra
Las primeras obras de Kim Seung-hee están marcadas por una inclinación al formalismo, el arte por el arte y el uso de un lenguaje descarnado y feroz. Su obra posterior cambió hacia la exploración de la realidad cotidiana y a la formulación de preguntas sobre la existencia eterna en libertad.

## Premios
Premio Sowol de poesía (1991)

## Obras en coreano (lista parcial)
Poesía
- Taeyang misa / La misa del sol (1979)
- Oensoneul wihan hyeopjugok / Concierto para mano izquierda (1983)
- Miwanseongeul wihan yeonga / Canción por lo inacabado (1983)
- Dalgyal sogui saeng / La vida dentro del huevo (1989)
- Eotteoke bakkeuro nagalkka / ¿Cómo puedo salir? (1991)
- Bitjaru-reul Tago Dallineun Useum / La risa que vuela sobre un palo de escoba (2002)

Ensayos
- Sipsaminui ahaega wiheomhao / Biografía crítica de Yi Sang (1982)
- Samsipsamseui pangse / Pensamientos de los 33 años (1985)
- Godogui garikineun sigyebaneul / El reloj que señala la soledad (1986).

Novelas
- Santape-ro Ganeuen Saram / El que va a Santa Fe (1997)
- Oenjjok Nalgae-ga Yakkan Mugeoun Sae / Un pájaro con el ala izquierda ligeramente pesada (1999)